# Мартинес, Освальдо
Освальдо Девид Мартинес Арсе (англ. Osvaldo David Martínez Arce; родился 8 апреля 1986 года в городе Луке, Парагвай) — парагвайский футболист, полузащитник мексиканского клуба «Сантос Лагуна» и сборной Парагвая.

## Клубная карьера

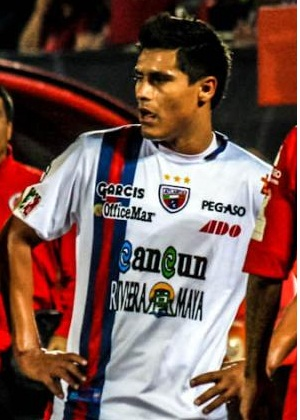
Мартинес в составе «Атланте»

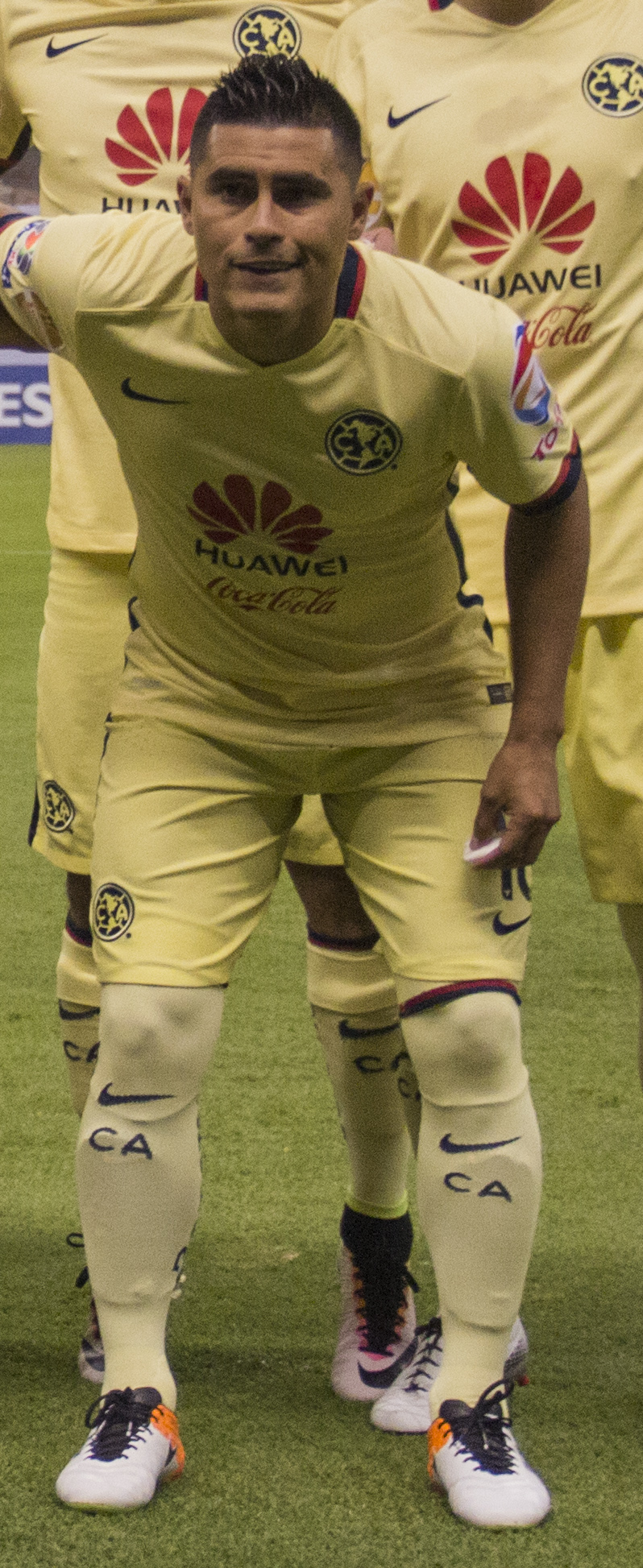
Мартинес в составе «Америки»

Мартинес выпускник футбольной академии клуба «Спортиво Лукеньо». В 2002 году он перешёл в молодёжную команду «Либертада». В 2003 году в возрасте 17 лет Освальдо дебютировал за клуб. 16 июня в поединке против «Сан-Лоренсо» он забил свой первый гол за команду. В своем первом же сезоне Мартинес выиграл чемпионат Парагвая. Следующий сезон он провёл в запасе, изредка появляясь на замену.
В 2005 году с приходом на тренерский мостик Херардо Мартино Освальдо стал футболистом основного состава. В 2006 году Мартинес во второй раз стал чемпионом Парагвая и дошёл с клубом до полуфинала Кубка Либертадорес. С приходом в клуб нового тренера он ещё трижды стал чемпионом.
В 2009 году Мартинес перешёл в мексиканский клуб «Монтеррей». Сумма трансфера составила 2,2 млн евро. 17 января в матче против «Пуэблы» Освальдо дебютировал в мексиканской Примере. На первой де минуте этого поединка Мартинес забил свой дебютный гол. В сезонее Апертуры 2009 он впервые стал чемпионом Мексики. В сезоне 2010/2011 Мартинес выиграл Лигу чемпионов КОНКАКАФ.
Летом 2011 года Освальдо перешёл в «Атланте». 31 июля в матче против «Сантос Лагуна» он дебютировал за новую команду. 28 августа в поединке против «Эстудиантес Текос» Мартинес забил свой первый гол за новую команду. В своем первом сезоне Освальдо забил 12 мячей в 33 матчах и был назначен капитаном команды.
Зимой 2013 года Мартинес подписал контракт со столичной «Америкой». 6 января в матче против своей бывшей команды «Монтеррей» он дебютировал за новый клуб. 10 февраля в поединке против «Тихуаны» Освальдо забил свой первый гол за команду и помог ей победить. В 2015 году он помог «Америке» впервые в истории выиграть Лигу чемпионов КОНКАКАФ. В 2016 году Мартинес во второй раз подряд стал победителем Лиги чемпионов КОНКАКАФ, забив по голу в финальных поединках против УАНЛ Тигрес.
В начале 2017 года Освальдо перешёл в «Сантос Лагуна». 8 января в матче против УАНЛ Тигрес он дебютировал за новую команду. 27 февраля в поединке против «Некаксы» Мартинес забил свой первый гол за «Сантос Лагуна». В 2018 году он помог клубу выиграть чемпионат.

## Международная карьера
15 октября 2008 года в отборочном матче чемпионата мира 2010 против сборной Перу Освальдо дебютировал за сборную Парагвая. 12 октября 2010 года в товарищеском матче против сборной Новой Зеландии он забил свой первый гол за национальную команду.
В 2011 году Мартинес был включен в заявку сборной на участие в Кубке Америки. На турнире он принял участие в матчах против сборных Венесуэлы и Бразилии и помог национальной команде завоевать серебряные медали.

### Голы за сборную Парагвая
| #   | Дата            | Место                               | Противник      | Счёт | Результат | Соревнование      |
| --- | --------------- | ----------------------------------- | -------------- | ---- | --------- | ----------------- |
| 01. | 12 октября 2010 | Уэстпак, Веллингтон, Новая Зеландия | Новая Зеландия | 0:2  | 0:2       | Товарищеский матч |

## Достижения
Командные
 «Либертад»
- Чемпионат Парагвая по футболу — 2003
- Чемпионат Парагвая по футболу — 2006
- Чемпионат Парагвая по футболу — 2007
- Чемпионат Парагвая по футболу — Апертура 2008
- Чемпионат Парагвая по футболу — Клаусура 2008
- Обладатель Кубка Чемпионов КОНКАКАФ — 2010/11

 «Монтеррей»
- Чемпионат Мексики по футболу — Апертура 2009
- Чемпионат Мексики по футболу — Апертура 2010

 «Америка» (Мехико)
- Чемпионат Мексики по футболу — Апертура 2014
- Обладатель Кубка чемпионов КОНКАКАФ — 2014/15
- Обладатель Кубка чемпионов КОНКАКАФ — 2015/2016

 «Сантос Лагуна»
- Чемпионат Мексики по футболу — Клаусура 2018

Международные
 Парагвай
- Кубок Америки по футболу — 2011